# Драйв (фільм)
«Драйв» (англ. Drive) — американський кримінальний нео-нуарний трилер з елементами бойовика данського режисера Ніколаса Віндінґа Рефна з Райаном Гослінгом у головній ролі. Картина знята за однойменним романом Джеймса Селліса, сценарій написав Гусейн Аміні. Фільм є переможцем Каннського кінофестивалю 2011 року в номінації «Найкраща режисура». У США фільм вийшов у прокат 16 вересня 2011 року.
Стрічка Рефна наповнена всілякими відсиланнями до класики кіноекрану 1970-1980-х років, зокрема, до «Дня сарани» та «Жити й померти в Лос-Анджелесі». За зізнанням режисера, під час розробки «Драйву» він надихався фільмами «Постріл впритул», «Двосмугове шосе» і «Водій». Витончена операторська робота Ньютона Т. Сігела віддає данину поваги роботам Жана-П'єра Мельвіля.
Картина була прихильно сприйнята більшістю світових кінокритиків, особливо були відзначені акторські роботи Раяна Гослінга та Альберта Брукса, а також вкрай вдало підібраний музичний ряд. «Драйв» був одним з основних претендентів на премію «Оскар» в основних категоріях, але кіноакадеміки висунули його в єдиній технічній номінації «Найкращий звуковий монтаж». Співпраця Гослінга і Рефна пізніше вилилася в новий проєкт режисера — трилер «Лише Бог прощає» (2013), у якому Рефн продовжує розвивати тематику, порушену в «Драйві».
В Україні прем'єра відбулась 11 листопада 2011 року. Переклад та озвучення українською мовою зроблено студією «Цікава ідея» на замовлення Hurtom.com у січні 2013 року у рамках проєкту «Хочеш кіно українською? Замовляй!».

## Сюжет
| Чудовий гонщик — вдень він виконує каскадерські трюки на знімальних майданчиках Голлівуду, а вночі веде ризиковану гру. Але один небезпечний контракт — і за його життя призначена нагорода. Тепер, щоб залишитися живим і врятувати свою чарівну сусідку, він повинен робити те, що вміє найкраще — віртуозно втікати від переслідування... |
Безіменний Водій (Раян Гослінг) вдень працює автомеханіком і підробляє каскадером, а вночі займається перевезенням грабіжників з місць злочинів. Його навички водіння й акуратність припадають до місця, коли він допомагає двом злочинцям втекти від поліції і довозить їх до переповненого фанатами паркінгу в «Стейплс-центр», де якраз закінчився баскетбольний матч команди Лос-Анджелес Кліпперс. Успішно замаскувавшись під уболівальника, у натовпі він залишає стадіон.
Водій працює анонімно, ніколи не допомагаючи одним і тим самим людям двічі. Він тільки перевізник і не бере до рук зброю. Умови співпраці єдині: на пограбування виділяється всього п'ять хвилин, після чого він їде.
Шеннон (Браян Кренстон) — власник гаража, в якому днями працює Водій. Шеннон бачить явний талант Водія до керування автомобілями, і просить 300 тисяч доларів у кримінального авторитета Берні Роуза (Альберт Брукс). Як причину позики таких великих грошей Шеннон називає купівлю вживаного автомобіля для участі в автоперегонах. Роуз погоджується позичити грошей, але тільки якщо він сам поспостерігає за Водієм і побачить, на що той здатний. Бізнес-партнером Берні є єврейський злочинець Ніно (Рон Перлман), який не довіряє Шеннону.
У місцевому супермаркеті Водій знайомиться з Айрін (Кері Малліган) та її сином Бенісіо (Кейден Ліос), які виявляються його сусідами по будинку. Пізніше Водій починає проводити більше часу з цією сім'єю і навіть вечеряє разом зі Стандардом, який повернувся з в'язниці (Оскар Айзек), — батьком Бенісіо і чоловіком Айрін. Стандард, який заборгував гроші за кришування (захист у в'язниці від нападок інших ув'язнених) албанському гангстеру на прізвисько «Кухар» (Джеймс Бібері), починає тісно співпрацювати з Водієм після того, як той запропонував йому свою допомогу в погашенні боргу. Люди Кухаря б'ють Стандарда і погрожують йому розправою над Айрін і Бенісіо, якщо той не пограбує ломбард. Бланш (Крістіна Гендрікс), дівчина, яка працює на Кухаря, також бере участь у пограбуванні. Операція зривається, Бланш виносить гроші, але Стандарда вбивають на виході з будівлі. Водій довозить Бланш до найближчого мотелю і дізнається у неї, хто причетний до провалу пограбування. Дівчина зізнається, що Кухар спеціально підлаштував зрив операції для усунення Стандарда і захоплення більшої кількості грошей. Після одкровення Бланш у номер вриваються двоє чоловіків і вбивають її, перш ніж Водій ліквідує нападників.
Водій знаходить Кухаря у стрип-клубі, той пояснює, що за всім цим стояв Ніно, і просить його не вбивати. Водій відпускає його і вирушає на пошуки Ніно. Водночас Ніно розповідає Берні, що гроші, які були в ломбарді, належали мафії. У страху помсти Берні вбиває Кухаря і наказує Ніно подбати про Водія, тоді як сам Роуз обіцяє ліквідувати Шеннона.
У будинок до Водія Ніно підсилає кілера, який не справляється з поставленим завданням і гине в присутності Айрін, забитий до смерті Водієм. Берні Роуз смертельно ранить Шеннона небезпечною бритвою, смерть якого у власному гаражі застає Водій.
Водій переслідує Ніно і скидає його машину з обриву. Важко поранений, той вилазить з машини й кидається в океан, де його топить Водій, потім він дзвонить Роузу і домовляється про зустріч у китайському ресторані. Водій робить останній дзвінок Айрін, у якому прощається з нею і дякує за все, що між ними було. У ресторані Роуз обіцяє Водієві, що Айрін і Бенісіо будуть у безпеці, якщо той віддасть викрадені з ломбарду гроші. Водій каже, що гроші знаходяться в багажнику його машини. Вони вирушають на парковку, Водій віддає злочинцеві гроші, після чого Берні встромляє тому ніж у живіт. Поранений Водій вбиває Роуза ударом ножа в область серця і насилу сідає в машину. Того ж вечора Айрін стукає у двері квартири Водія, але не чекає жодної відповіді. Кінець фільму залишається відкритим і невизначеним — Водій виїжджає з нічного міста на своєму автомобілі, залишивши нещасливу сумку з грошима поруч з убитим Берні Роузом.

## У ролях
| Актор             | Персонаж                                          | Роль                                                     |
| ----------------- | ------------------------------------------------- | -------------------------------------------------------- |
| Раян Ґослінг      | Водій (англ. The Driver)                          | механік у підпільній автомайстерні, каскадер у Голлівуді |
| Кері Малліган     | Ірен (англ. Irene)                                | нова сусідка Водія                                       |
| Браян Кренстон    | Шеннон (англ. Shannon)                            | власник підпільної автомайстерні                         |
| Крістіна Гендрікс | Бланш (англ. Blanche)                             | помічниця Кука                                           |
| Рон Перлман       | Ніно Паолоцці / Іззі (англ. Nino Paolozzi / Izzy) | єврей, мафіозі                                           |
| Оскар Айзек       | Стандарт Ґабріель (англ. Standard Gabriel)        | чоловік Ірен                                             |
| Альберт Брукс     | Берні Роуз (англ. Bernie Rose)                    | єврей, бандит                                            |
| Джеймс Бібері     | Кук (англ. Cook)                                  | албанець, бандит                                         |
| Кейден Ліос       | Бенісіо (англ. Benicio)                           |                                                          |
| Тайара Паркер     | Сінді (англ. Cindy)                               |                                                          |
| Расс Темблін      | Док (англ. Dock)                                  |                                                          |

## Створення
Спочатку фільм мав поставити Ніл Маршалл. Водія мав зіграти Г'ю Джекман.
Режисер фільму Ніколас Віндінг Рефн радився з Гаспаром Ное, як зробити сцену тупцювання голови звірячою і реалістичною. Сцена була сильно урізана під час монтажу, оскільки Американська асоціація кінокомпаній визнала її занадто жорстокою.
Спеціально для знімання було виготовлено кілька реплік наручного годинника головного героя (модель Patek Philippe Calatrava 5196G). Одну з реплік Гослінг надалі залишив собі на пам'ять.

## Саундтрек
Рефн обрав Джонні Джуела з Desire і Chromatics для написання музики до фільму. Джонні хотів, щоб електронна музика була абстрактною, щоб глядачі могли бачити світ з точки зору Водія. Коли Рефн переглядав каталог робіт Джуела, він вибрав «Under Your Spell» і «Tick of the Clock». Під час кульмінації фільму грає ключова пісня «A Real Hero» про становлення «справжньою людиною і справжнім героєм», бо саме тоді Водій проявляє обидві ці характеристики.
Хоча в саундтреку використовувалася музика Джонні Джуела, в останню хвилину студія найняла композитора Кліффа Мартінеса, щоб той імітував стиль та атмосферу гуртів Джуела Chromatics та Glass Candy. Рефн дав зразки пісень, які йому сподобалися, і попросив Мартінеса наслідувати звучання, внаслідок чого вийшов «свого роду синтезаторний європоп у стилі ретро 80-х». Монтажер Мет Ньюман запропонував пісню для вступних титрів «Nightcall» французького електронного музиканта Kavinsky. Більша частина саундтрека була написана Мартінесом. Рефн був особливим шанувальником його ембієнтної музики в саундтреку до фільму «Секс, брехня і відео».
Джуел переробив свій невикористаний саундтрек у Themes for an Imaginary Film, дебютний альбом його стороннього проєкту Symmetry.
CD Drive (Original Motion Picture Soundtrack) було випущено Lakeshore Records 27 вересня 2011 року та отримав позитивні рецензії. Зазначалося, що фільм не досяг би потрібної атмосфери без цієї музики.
У жовтні 2014 року саундтрек був перероблений для трансляції фільму на телеканалі BBC. У новому саундтреку було включено музику таких виконавців, як Chvrches, Banks, Bastille, Ерік Прідз, SBTRKT і Лора Мвула.
| #   | Назва                         | Автор/виконавець             | Тривалість |
| --- | ----------------------------- | ---------------------------- | ---------- |
| 1.  | «Nightcall»                   | Kavinsky, Lovefoxxx          | 4:19       |
| 2.  | «Under Your Spell»            | Desire                       | 3:52       |
| 3.  | «A Real Hero»                 | College, Electric Youth      | 4:27       |
| 4.  | «Oh My Love»                  | Ріц Ортолані, Катіна Раньєрі | 2:50       |
| 5.  | «Tick of the Clock»           | Chromatics                   | 4:48       |
| 6.  | «Rubber Head»                 | Кліфф Мартінес               | 3:08       |
| 7.  | «I Drive»                     | Кліфф Мартінес               | 2:03       |
| 8.  | «He Had a Good Time»          | Кліфф Мартінес               | 1:37       |
| 9.  | «They Broke His Pelvis»       | Кліфф Мартінес               | 1:58       |
| 10. | «Kick Your Teeth»             | Кліфф Мартінес               | 2:40       |
| 11. | «Where's the Deluxe Version?» | Кліфф Мартінес               | 5:32       |
| 12. | «See You in Four»             | Кліфф Мартінес               | 2:37       |
| 13. | «After the Chase»             | Кліфф Мартінес               | 5:25       |
| 14. | «Hammer»                      | Кліфф Мартінес               | 4:44       |
| 15. | «Wrong Floor»                 | Кліфф Мартінес               | 1:31       |
| 16. | «Skull Crushing»              | Кліфф Мартінес               | 5:57       |
| 17. | «My Name on a Car»            | Кліфф Мартінес               | 2:19       |
| 18. | «On the Beach»                | Кліфф Мартінес               | 5:57       |
| 19. | «Bride of Deluxe»             | Кліфф Мартінес               | 3:57       |

## Вплив
Фільм послужив великим джерелом натхнення для розробників гри Hotline Miami. Ім'я Ніколаса Віндінга Рефна згадано в окремій графі в титрах.

## Критика
Фільм отримав загалом позитивні відгуки: Rotten Tomatoes дав оцінку 93 % на основі 231 відгуку від критиків (середня оцінка 8,3/10) і 78 % від глядачів із середньою оцінкою 3,9/5 (72,813 голосів), Internet Movie Database — 7,9/10 (259 507 голосів), Metacritic — 79/100 (40 відгуків криків) і 7,6/10 від глядачів (805 голосів).

## Касові збори
Під час показу, що стартував 16 вересня 2011 року, протягом першого тижня фільм показали у 2,886 кінотеатрах і він зібрав $11,340,461, що на той час дозволило йому зайняти 3 місце серед усіх прем'єр. Показ протривав 146 днів (20,85 тижня) і закінчився 9 лютого 2012 року, зібравши у прокаті у США $35,060,689, а у світі — $41,114,477, тобто $76,175,166 загалом при бюджеті $15 млн.

## Нагороди та номінації
| Рік  | Премія                                                      | Категорія                              | Лауреати та номінанти                                         | Підсумок                      |
| ---- | ----------------------------------------------------------- | -------------------------------------- | ------------------------------------------------------------- | ----------------------------- |
| 2011 | Канський кінофестиваль                                      | «Золота пальмова гілка»                |                                                               | Номінація                     |
| 2011 | Канський кінофестиваль                                      | Приз за найкращу режисерську роботу    | Ніколас Віндінґ Рефн                                          | Перемога                      |
| 2011 | Премія кола кінокритиків Нью-Йорка                          | «Найкраща чоловіча роль другого плану» | Альберт Брукс                                                 | Перемога                      |
| 2011 | Премія британського незалежного кіно                        | «Найкращий незалежний іноземний фільм» |                                                               | Номінація                     |
| 2011 | Премія товариства кінокритиків Вашингтона                   | «Найкращий фільм»                      |                                                               | Номінація                     |
| 2011 | Премія товариства кінокритиків Вашингтона                   | «Найкраща режисерська робота»          | Ніколас Віндінґ Рефн                                          | Номінація                     |
| 2011 | Премія товариства кінокритиків Вашингтона                   | «Найкраща чоловіча роль другого плану» | Альберт Брукс                                                 | Перемога                      |
| 2011 | Премія товариства кінокритиків Вашингтона                   | «Найкраща музика»                      | Кліфф Мартінес                                                | Номінація                     |
| 2011 | Премія товариства кінокритиків Бостона                      | «Найкраща чоловіча роль другого плану» | Альберт Брукс                                                 | Перемога                      |
| 2011 | Премія товариства кінокритиків Бостона                      | «Найкраща музика»                      | Кліфф Мартінес                                                | Перемога спільно з «Артистом» |
| 2011 | Премія кола кінокритиків Сан-Франциско                      | «Найкраща чоловіча роль другого плану» | Альберт Брукс                                                 | Перемога                      |
| 2011 | Премія асоціації кінокритиків Лос-Анджелеса                 | «Найкраща музика»                      | Кліфф Мартінес                                                | Номінація                     |
| 2011 | Премія товариства кінокритиків Сан-Дієго                    | «Найкращий фільм»                      |                                                               | Номінація                     |
| 2011 | Премія товариства кінокритиків Сан-Дієго                    | «Найкраща режисерська робота»          | Ніколас Віндінґ Рефн                                          | Перемога                      |
| 2011 | Премія товариства кінокритиків Сан-Дієго                    | «Найкраща операторська робота»         | Ньютон Томас Сігел                                            | Номінація                     |
| 2011 | Премія товариства кінокритиків Сан-Дієго                    | «Найкраща чоловіча роль другого плану» | Альберт Брукс                                                 | Номінація                     |
| 2011 | Премія товариства кінокритиків Сан-Дієго                    | «Найкращий адаптований сценарій»       | Гусейн Аміні                                                  | Номінація                     |
| 2011 | Премія товариства кінокритиків Сан-Дієго                    | «Найкращий монтаж»                     | Мет Ньюман                                                    | Номінація                     |
| 2011 | Премія товариства кінокритиків Детройта                     | «Найкраща чоловіча роль другого плану» | Альберт Брукс                                                 | Номінація                     |
| 2011 | Премія товариства кінокритиків Лас-Вегаса                   | «Найкраща чоловіча роль другого плану» | Альберт Брукс                                                 | Перемога                      |
| 2011 | Премія товариства кінокритиків Х'юстона                     | «Найкращий фільм»                      |                                                               | Номінація                     |
| 2011 | Премія товариства кінокритиків Х'юстона                     | «Найкраща режисерська робота»          | Ніколас Віндінґ Рефн                                          | Перемога                      |
| 2011 | Премія товариства кінокритиків Х'юстона                     | «Найкраща операторська робота»         | Ньютон Томас Сігел                                            | Номінація                     |
| 2011 | Премія товариства кінокритиків Х'юстона                     | «Найкраща чоловіча роль другого плану» | Альберт Брукс                                                 | Перемога                      |
| 2011 | «Супутник»                                                  | «Найкращий фільм»                      |                                                               | Номінація                     |
| 2011 | «Супутник»                                                  | «Найкраща режисерська робота»          | Ніколас Віндінґ Рефн                                          | Перемога                      |
| 2011 | «Супутник»                                                  | «Найкраща чоловіча роль»               | Райан Гослінг                                                 | Перемога                      |
| 2011 | «Супутник»                                                  | «Найкраща чоловіча роль другого плану» | Альберт Брукс                                                 | Перемога                      |
| 2011 | «Супутник»                                                  | «Найкраща операторська робота»         | Ньютон Томас Сігел                                            | Номінація                     |
| 2011 | «Супутник»                                                  | «Найкраща музика»                      | Кліфф Мартінес                                                | Номінація                     |
| 2011 | «Супутник»                                                  | «Найкращий монтаж»                     | Мет Ньюман                                                    | Номінація                     |
| 2011 | «Супутник»                                                  | «Найкращий звук»                       | Дейв Патерсон, Лон Бендер, Роберт Фернандес, Віктор Рей Енніс | Перемога                      |
| 2011 | Премія асоціації кінокритиків Чикаго                        | «Найкращий фільм»                      |                                                               | Номінація                     |
| 2011 | Премія асоціації кінокритиків Чикаго                        | «Найкраща режисерська робота»          | Ніколас Віндінґ Рефн                                          | Номінація                     |
| 2011 | Премія асоціації кінокритиків Чикаго                        | «Найкраща операторська робота»         | Ньютон Томас Сігел                                            | Номінація                     |
| 2011 | Премія асоціації кінокритиків Чикаго                        | «Найкраща чоловіча роль другого плану» | Альберт Брукс                                                 | Перемога                      |
| 2011 | Премія асоціації кінокритиків Чикаго                        | «Найкращий адаптований сценарій»       | Гусейн Аміні                                                  | Номінація                     |
| 2011 | Премія асоціації кінокритиків Чикаго                        | «Найкраща музика»                      | Кліфф Мартінес                                                | Перемога                      |
| 2012 | Премія національного товариства кінокритиків США            | «Найкраща чоловіча роль другого плану» | Альберт Брукс                                                 | Перемога                      |
| 2012 | Премія кола кінокритиків Нью-Йорка                          | «Найкраща чоловіча роль другого плану» | Альберт Брукс                                                 | Перемога                      |
| 2012 | Премія товариства кінокритиків Денвера                      | «Найкраща чоловіча роль другого плану» | Альберт Брукс                                                 | Номінація                     |
| 2012 | «Вибір критиків»                                            | «Найкращий фільм»                      |                                                               | Номінація                     |
| 2012 | «Вибір критиків»                                            | «Найкращий бойовик»                    |                                                               | Перемога                      |
| 2012 | «Вибір критиків»                                            | «Найкраща режисерська робота»          | Ніколас Віндінґ Рефн                                          | Номінація                     |
| 2012 | «Вибір критиків»                                            | «Найкраща операторська робота»         | Ньютон Томас Сігел                                            | Номінація                     |
| 2012 | «Вибір критиків»                                            | «Найкраща чоловіча роль»               | Райан Гослінг                                                 | Номінація                     |
| 2012 | «Вибір критиків»                                            | «Найкраща чоловіча роль другого плану» | Альберт Брукс                                                 | Номінація                     |
| 2012 | «Вибір критиків»                                            | «Найкраща музика»                      | Кліфф Мартінес                                                | Номінація                     |
| 2012 | «Вибір критиків»                                            | «Найкращий монтаж»                     | Мет Ньюман                                                    | Номінація                     |
| 2012 | Премія товариства кінокритиків Невади                       | «Найкраща чоловіча роль другого плану» | Альберт Брукс                                                 | Перемога                      |
| 2012 | «Золотий глобус»                                            | «Найкраща чоловіча роль другого плану» | Альберт Брукс                                                 | Номінація                     |
| 2012 | Премія Лондонського гуртка кінокритиків                     | «Найкращий фільм»                      |                                                               | Номінація                     |
| 2012 | Премія Лондонського гуртка кінокритиків                     | «Найкраща режисерська робота»          | Ніколас Віндінґ Рефн                                          | Номінація                     |
| 2012 | Премія Лондонського гуртка кінокритиків                     | «Найкраща чоловіча роль»               | Райан Гослінг                                                 | Номінація                     |
| 2012 | Премія Лондонського гуртка кінокритиків                     | «Найкраща чоловіча роль другого плану» | Альберт Брукс                                                 | Номінація                     |
| 2012 | Премія Лондонського гуртка кінокритиків                     | «Найкраща британська актриса»          | Кері Малліган                                                 | Номінація                     |
| 2012 | Премія Лондонського гуртка кінокритиків                     | «Найкраща музика»                      | Кліфф Мартінес                                                | Номінація                     |
| 2012 | Премія Австралійської академії кінематографу та телебачення | «Найкраща режисерська робота»          | Ніколас Віндінґ Рефн                                          | Номінація                     |
| 2012 | Премія ірландського кінематографу та телебачення            | «Найкращий міжнародний фільм»          |                                                               | Номінація                     |
| 2012 | Премія ірландського кінематографу та телебачення            | «Найкращий міжнародний актор»          | Райан Гослінг                                                 | Перемога                      |
| 2012 | BAFTA                                                       | «Найкращий фільм»                      |                                                               | Номінація                     |
| 2012 | BAFTA                                                       | «Найкраща режисура»                    | Ніколас Віндінґ Рефн                                          | Номінація                     |
| 2012 | BAFTA                                                       | «Найкраща жіноча роль другого плану»   | Кері Малліган                                                 | Номінація                     |
| 2012 | BAFTA                                                       | «Найкращий монтаж»                     | Мет Ньюман                                                    | Номінація                     |
| 2012 | «Незалежний дух»                                            | «Найкращий фільм»                      |                                                               | Номінація                     |
| 2012 | «Незалежний дух»                                            | «Найкращий режисер»                    | Ніколас Віндінґ Рефн                                          | Номінація                     |
| 2012 | «Незалежний дух»                                            | «Найкраща чоловіча роль»               | Райан Гослінг                                                 | Номінація                     |
| 2012 | «Незалежний дух»                                            | «Найкраща чоловіча роль другого плану» | Альберт Брукс                                                 | Номінація                     |
| 2012 | «Оскар»                                                     | «Найкращий звуковий монтаж»            |                                                               | Номінація                     |